# (200062) 2008 QT16
(200062) 2008 QT16 es un asteroide perteneciente al cinturón de asteroides, descubierto el 26 de agosto de 2008 por el equipo del Observatorio Astronómico de Mallorca desde el Observatorio Astronómico de La Sagra, Puebla de Don Fadrique (Granada), España.

## Designación y nombre
Designado provisionalmente como 2008 QT16.

## Características orbitales
2008 QT16 está situado a una distancia media del Sol de 2,379 ua, pudiendo alejarse hasta 2,854 ua y acercarse hasta 1,904 ua. Su excentricidad es 0,199 y la inclinación orbital 1,634 grados. Emplea 1340,96 días en completar una órbita alrededor del Sol.

## Características físicas
La magnitud absoluta de 2008 QT16 es 17,5.